# Hedwige de Habsbourg-Toscane
L’archiduchesse Hedwig Maria Immakulata Michaela Ignatia d’Autriche, née le 24 septembre 1896 à Bad Ischl (Autriche) et morte le 1er novembre 1970 à Hall en Tyrol (Autriche) est la fille de l’archiduc François-Salvator d'Autriche-Toscane et de sa femme Marie Valerie d’Autriche. Elle est l’une des petites filles de l’empereur François-Joseph Ier et de l’impératrice Elisabeth d’Autriche-Hongrie.

## Biographie

### Naissance et premiers jours
Hedwig nait le 24 septembre 1896 à Bad Ischl, en Autriche. L’impératrice Elisabeth rend visite à sa fille peu après l’accouchement et fait télégraphier la nouvelle à Vienne. Le baptême a lieu dans le grand salon de la villa impériale. À partir du 27 septembre 1896, le journal Das Vaterland rend compte de l'état de santé de Marie Valérie et de la petite archiduchesse. Le 30 septembre, le nom d'Hedwig est mentionné pour la première fois. Le 2 octobre, un rapport médical final est publié. Marie Valérie appela plus tard Hedwig dans son journal « celle qui avait en elle une certaine étincelle du sang ducal bavarois ».

### Éducation, mariage et postérité
L'éducatrice d'Hedwige était Elsa Köhler. Hedwige épouse le 24 avril 1918 au château parental de Wallsee le comte Bernhard zu Stolberg-Stolberg (Mankato, Minnesota, États-Unis 20 janvier 1881 - Hall en Tyrol, 22 septembre 1952), fils du comte Leopold de Stolberg-Stolberg et de Mary Eddington, appartenant à la gentry écossaise. 
Neuf enfants sont nés de ce mariage :
- Maria Elisabeth zu Stolberg-Stolberg (Innsbruck 21 mai 1919 - Vanves, France 9 juin 2012), missionnaire bénédictine sous le nom de « Mère Maria Bonifacia » ;
- Franz Josef zu Stolberg-Stolberg (Château de Wallsee 30 avril 1920 - Vienne, 29 juin 1986), épouse en 1957 Elisabeth Christiane comtesse Kinsky von Wchinitz und Tettau (1936-2013), dont quatre enfants ;
- Friedrich Leopold zu Stolberg-Stolberg (Château de Wallsee 23 mai 1921 - Wallsee-Sindelburg 31 octobre 2007), épouse en 1948 Aloysia von Pachmann (1923-2015), dont sept enfants ;
- Bernhard Friedrich Hubertus zu Stolberg-Stolberg (Stams 30 août 1922 - accident d'automobile à Schwechat près de Vienne 6 octobre 1958), célibataire ;
- Therese zu Stolberg-Stolberg (Château de Linsen, Militsch, Silésie 11 octobre 1923 - Heppingen, Eiffel 25 décembre 1982), épouse en 1945 Paul-Joseph comte Wolff Metternich zur Gracht (1916-1993), dont cinq enfants ;
- Carl zu Stolberg-Stolberg (Reichen, Silésie 7 juin 1925 - 21 mai 2003), hôtelier, exploitant agricole, épouse 1) en 1951 (divorce en 1967) Edina Winkelbauer (1923-2003), dont trois enfants, épouse 2) en 1967 Ute Sommerlatte (1939), (divorcés en 1968) ;
- Ferdinand zu Stolberg-Stolberg (Reichen, Silésie 8 décembre 1926 - Vienne 7 juillet 1998), docteur en droit, ambassadeur d'Autriche, épouse en 1966 Jutta baronne von Cramm (1938), divorcés en 1988, dont quatre enfants ;
- Anna Regina zu Stolberg-Stolberg (Bad Ischl 20 décembre 1927 - Bruxelles 2 mai 2002), épouse en 1954 Jacques chevalier de Spirlet et du Saint Empire (1930-2016), dont cinq enfants ;
- Magdalena zu Stolberg (née à Hall en Tyrol 19 décembre 1930 et morte à Mérano le 12 juillet 2024), épouse en 1958 Martin baron von Kripp zu Prunberg und Krippach (1924-1990), dont cinq enfants.

### Projets
En 1917, Marie Valérie a légué à sa fille Hedwige le pavillon de chasse de Kühtai dans le Tyrol comme cadeau de mariage. Cette maison, déjà utilisée par l'empereur Maximilien Ier pour la chasse aux marmottes, avait été rachetée en 1893 par l'empereur François-Joseph comme résidence de chasse et léguée à sa fille cadette en 1916. En 1949, Hedwige comtesse Stolberg-Stolberg, comme elle s'appelait depuis son mariage, demanda un crédit ERP pour construire un téléski à côté de sa propriété. Le ministre fédéral du Commerce et de la Reconstruction de l'époque, Ernst Kolb, le refusa au motif qu'il n'était pas rentable. Trois ans plus tard, le fils d'Hedwige, Carl, revitalise le château et le transforme en un hôtel-château, dirigé par son fils Christian jusqu'en 2016. C'est ainsi que furent posées les bases de Kühtai en tant que station de ski, qui est aujourd'hui considérée comme la plus haute station de ski d'Autriche.

### Mort
Hedwige est morte en 1970 à l'âge de 74 ans à Hall en Tyrol, en Autriche. Elle est inhumée dans le caveau familial au cimetière de Hall.

## Honneur
Hedwige de Habsbourg-Toscane est :
- Dame noble de l'ordre de la Croix étoilée, Autriche-Hongrie.

### Articles de presse en allemand
- Les noces d'Hedwig au château Wallsee (Hochzeit Hedwigs auf Schloss Wallsee). Rapport détaillé.. Dans: Sport & Salon, 5 mai 1918, page 1 (en ligne par ANNO).
- Ella et Hedwig en couverture (Ella und Hedwig am Titelblatt). Dans: Sport & Salon, 16 mars 1912, page 1 (en ligne par ANNO).